# Schismatoglottis elegans
Schismatoglottis elegans är en kallaväxtart som beskrevs av Alistair Hay. Schismatoglottis elegans ingår i släktet Schismatoglottis och familjen kallaväxter. Inga underarter finns listade.